# 若松大樹 (プロレスラー)
若松 大樹（わかまつ だいじゅ、1998年4月27日 - ）は、日本の男性プロレスラー。福島県会津若松市出身。血液型A型。2AW所属。

## 経歴
2019年11月10日、TKPガーデンシティ千葉大会でのvsナカ・シュウマにてデビュー。
2022年1月の後楽園ホール大会に出場した際にデスマッチへの挑戦を表明。ハードコアマッチを経て、同年5月13日新木場大会にてデスマッチデビュー（有刺鉄線ボードタッグデスマッチ）。

## 人物
リングネームの読み方で、よく（ダイキ）と間違われる。
東京女子プロレス所属の遠藤有栖と出身地及び生年月日が一緒。
プロレスファンと知られるアイドルのツジ・ルイスから2022年一押し選手に指名されている。

## 得意技
- ドラゴンスープレックスホールド

- サンセットフリップ

## タイトル歴
大日本プロレス
- 大日本最侠タッグリーグ戦 優勝（2022年）（パートナーはアブドーラ・小林）

2AW
- 2AWタッグ王座